# André Leducq
Vous lisez un « bon article » labellisé en 2016.
ne pas confondre avec André Le Duc (1910-1944), résistant de la Manche
André Leducq, né le 27 février 1904 à Saint-Ouen, dans le département de la Seine, aujourd'hui Seine-Saint-Denis, et mort le 18 juin 1980 à Marseille, dans les Bouches-du-Rhône, est un coureur cycliste français. Professionnel de 1926 à 1938, il est considéré comme l'un des plus grands coureurs français de l'histoire du cyclisme. Double vainqueur du Tour de France, en 1930 et 1932, il remporte 25 victoires d'étape sur l'épreuve, soit le quatrième plus grand total derrière Eddy Merckx, Bernard Hinault et Mark Cavendish. Il compte en outre une victoire sur Paris-Roubaix en 1928, ainsi qu'un titre de champion du monde sur route amateurs en 1924. Il est également double champion de France sur route chez les amateurs, une fois dans la catégorie des juniors et une fois chez les militaires.
Coureur complet et véloce, il se montre particulièrement redoutable lors des arrivées au sprint. Surnommé « le joyeux Dédé », ou encore « Dédé gueule d'amour et muscles d'acier », il est l'un des sportifs français les plus renommés de l'entre-deux-guerres et jouit d'une grande popularité tout au long de sa carrière. Son succès sur le Tour de France 1930, le premier disputé par équipes nationales, renforce l'admiration que lui voue le public. Élevé au rang de vedette, il fréquente de nombreux artistes, acteurs et chanteurs de son époque.

## Biographie

### Jeunes années
André Leducq naît le 27 février 1904 dans une maison de la rue Biron à Saint-Ouen, dans le département de la Seine. Son père, Georges Leducq, est employé de la société parisienne Mildé, qui fabrique et installe du matériel électrique. Sa mère, Martine Dupetit, exerce la profession de culottière à domicile. André est le troisième enfant de la famille après les naissances de Marcelle en 1901 et Georges en 1902.
Peu après sa naissance, la famille s'installe dans le quartier de Belleville à Paris, rue des Alouettes, à proximité des bureaux de la société de cinéma Gaumont, où Georges Leducq travaille alors comme chauffeur de Léon Gaumont, président de la société. Cet emploi permet à ses enfants de tenir le rôle de figurants dans plusieurs films produits par Gaumont : André Leducq apparaît ainsi dans Napoléon, Bébé et les Cosaques, Un mari à l'essai ou encore Le Petit Poucet.
En 1913, Georges Leducq rachète une entreprise de caoutchouc et de vieux pneus de la rue Michelet et la famille jouit alors d'une certaine aisance financière. L'année suivante, il est mobilisé pour la Première Guerre mondiale. À cette époque, André Leducq découvre la gymnastique et la musculation au sein du patronage protestant de son quartier, puis il joue au football pendant deux saisons à l'« Union Athlétique de Montmartre ». Dans ses jeunes années, il pratique également le violon.
En 1916, il quitte l'école : malgré des facilités intellectuelles, le directeur de son établissement convainc sa mère qu'il n'est pas fait pour les études. André enchaîne alors les petits boulots, le plus souvent pour quelques jours. Il travaille d'abord chez un électricien, dans une entreprise de charpentes métalliques à Saint-Ouen, chez un plombier-couvreur de la rue Jean-Dollfus puis dans une fonderie de la rue Marcadet. Après quelques mois comme ramoneur, il est licencié à la suite d'un différend avec un autre employé, et retrouve du travail dans la construction de charpentes métalliques à Gennevilliers, avant de s'engager comme mécanicien chez un garagiste de la rue Francœur. Ce dernier, également passionné de vélo, lui laisse de nombreuses libertés pour aller s'entraîner : en 1918, après avoir vendu son violon, André Leducq fait l'acquisition de son premier vélo.

### Carrière en amateur

#### Débuts cyclistes (1919-1921)

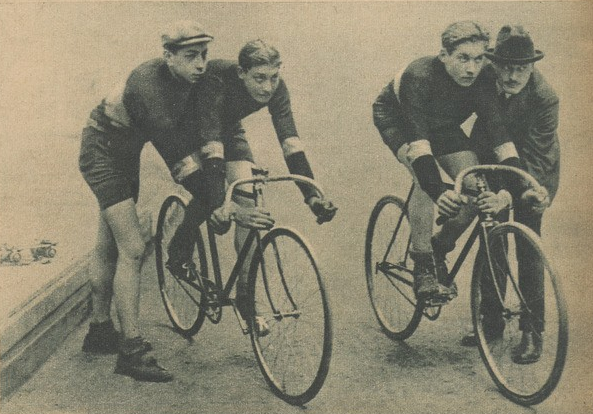
André Leducq (à gauche) et son frère Georges au Vélodrome d'Hiver, en 1919.

Son père, démobilisé, ouvre en 1919 un nouvel entrepôt pour son commerce de caoutchouc, au no 149 de la rue Marcadet. André travaille à ses côtés, cependant qu'il passe ses premiers brevets cyclistes et signe sa première licence au club de Montmartre-Sportif. Ses premiers résultats sont peu probants, André étant régulièrement victime de fringale.
Il assiste au départ du Tour de France 1919 en tant que spectateur, ce qui le conforte dans sa volonté de devenir coureur professionnel. Son frère aîné Georges, également coureur, est victime d'une lourde chute lors d'une course amateur : il décide d'arrêter sa carrière et cède son vélo, un Alcyon, à André. L'année suivante, son père lui offre un autre vélo, de marque Bianchi. André Leducq s'entraîne alors régulièrement au Vélodrome d'Hiver et y dispute certaines courses. Il n'y décroche que des places d'honneur, étant régulièrement distancé par ses concurrents alors qu'il lance son sprint de trop loin. Au cours de cette année 1920, ses résultats sur route, où il s'aligne sur des épreuves de quatrième catégorie, sont tout aussi modestes, bien qu'il se classe 5e du prix Marcero, disputé entre Villiers-le-Bel et Coulommiers, puis 3e du circuit de Vaujours. Il croit remporter sa première victoire sur Boulogne-Épône-Boulogne, avant d'être déclassé par les commissaires pour ne pas avoir fait timbrer son dossard lors d'un contrôle.
En 1921, il s'aligne désormais sur des courses de première catégorie. Sa prestation lors du Critérium des amateurs, disputé entre Enghien et Montmorency, lui vaut d'être repéré par le champion olympique Achille Souchard, qui le fait engager l'année suivante au Vélo Club de Levallois.

#### Champion de France amateur et nombreux succès (1922-1923)

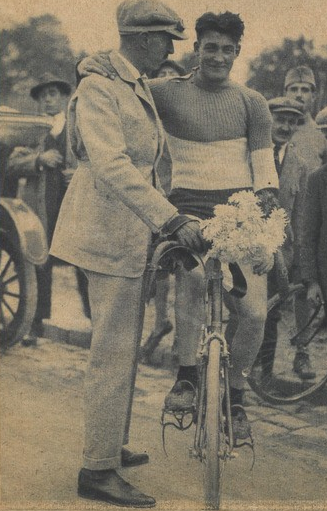
André Leducq, en maillot tricolore, félicité par Paul Ruinart pour son titre de champion de France.

Enrôlé dans le puissant club amateur dirigé par Paul Ruinart, André Leducq affirme très vite ses brillantes aptitudes lors des épreuves sur route. Troisième de Paris-Rouen, il remporte ensuite Paris-Mantes-Paris en réglant le sprint. Leducq confirme cette première victoire avec des succès lors des Trophées du Petit Journal, le Grand Prix du Sporting, mais surtout en décrochant le titre de champion de France sur route dans la catégorie juniors à Rambouillet,,. Accélérant dans la deuxième ascension de la côte des dix-sept tournants, il parvient détaché sur la ligne d'arrivée, avec près de deux minutes d'avance sur ses rivaux.

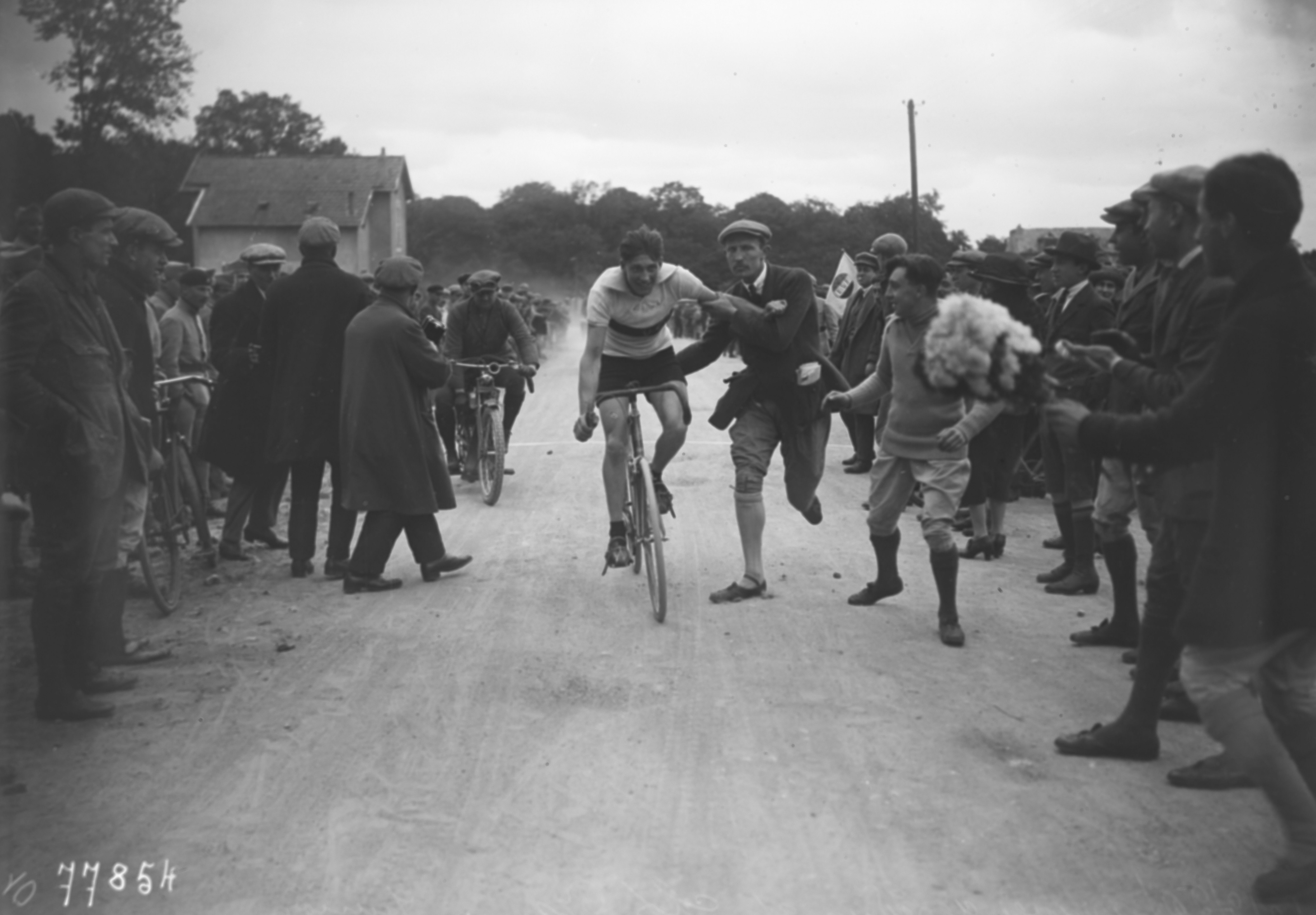
Victoire au championnat de France juniors en 1922.

Après une nouvelle victoire individuelle sur le Critérium des Amateurs, Leducq gagne avec ses coéquipiers du VCL, Maurice Bonney et Georges Wambst, le Challenge des Juniors de l'Union vélocipédique de France, Leducq réalisant à titre personnel le deuxième temps parmi tous les engagés.
Les performances du coureur attirent les commentaires des spécialistes. Dans L'Auto, le journaliste Charles Ravaud souligne que c'est à son intense travail de musculation qu'il doit ses récents succès : « Savez-vous bien que notre nouveau champion de France junior sur route, André Leducq, ne valait pas « chipette » au point de vue athlétique, il y a deux ans, alors qu'il appartenait à Montmartre Sportif, et que, grâce à elle, il est devenu, à dix-huit ans et demi, un gaillard admirablement souple, puissant, bien construit, superbement proportionné. »

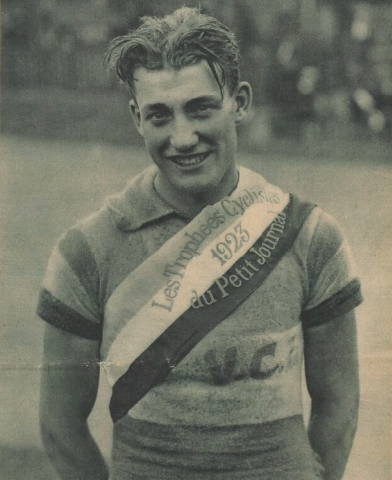
André Leducq après sa victoire dans les Trophées du Petit Journal, en 1923.

Pendant la saison hivernale, il obtient un contrat pour s'entraîner sur le vélodrome de Pont-Magnan à Nice, puis en 1923, il remporte d'abord l'Étoile de Paris, une course sur laquelle sa domination est totale puisqu'il s'empare de trois victoires en cinq étapes, en plus du classement général,. Leducq s'impose également sur Paris-Troyes, et gagne comme l'année précédente les Trophées du Petit Journal. Le 25 août, il participe aux Championnats du monde à Zurich, ouverts aux seuls coureurs amateurs. Très actif pendant la course, il se lance dans une échappée en solitaire et n'est rejoint qu'à 15 kilomètres de l'arrivée. Il se classe finalement sixième de la course, dans le même temps que le vainqueur italien Libero Ferrario.
En fin de saison, les coureurs du Vélo Club de Levallois sont invités en Espagne pour prendre part à la course Madrid-Santander. Battu au sprint par le coureur luxembourgeois Nicolas Frantz lors de la première étape après que son arrache-clou mal fixé a bloqué sa roue, André Leducq ne peut faire son retard dans la seconde et prend la deuxième place du classement général de l'épreuve.

#### Champion du monde (1924)

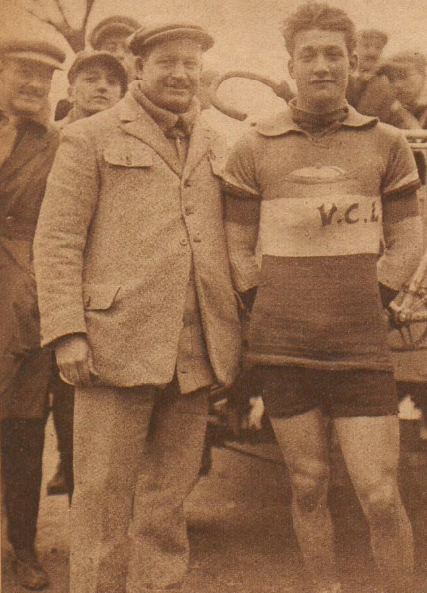
André Leducq pose à côté de son père, en 1924.

En 1924, André Leducq doit être incorporé à l'armée pour effectuer son service militaire mais Paul Ruinart lui permet d'obtenir un sursis afin qu'il puisse préparer les Jeux olympiques qui se tiennent Paris et dont il est l'un des principaux favoris,. Avant l'épreuve olympique, Leducq connaît un mois de juin fructueux, et obtient une série de bons résultats : il se classe 2e de Paris-Orléans puis remporte pour la troisième année consécutive les Trophées du Petit Journal. Il devient également champion de France amateurs le 22 juin en battant au sprint son coéquipier Armand Blanchonnet, sur un circuit de 100 kilomètres tracé autour de Bordeaux.
Le 23 juillet, André Leducq dispute l'épreuve individuelle sur route des Jeux olympiques, courue sous la forme d'un contre-la-montre individuel de 188 kilomètres. « Non classé », il réalise le neuvième temps de l'épreuve, gêné par trois crevaisons et contraint de se ravitailler plusieurs fois, en 6 h 39 min 16 s, contre 6 h 20 min 48 s pour le vainqueur Armand Blanchonnet,.
L'équipe de France, qui compte également dans ses rangs René Hamel et Georges Wambst, remporte le classement par équipes, même si la performance d'André Leducq n'est pas comptabilisée : seuls les trois meilleurs temps de chaque nation sont pris en compte pour établir le classement et Leducq n'est que le quatrième français de l'épreuve.

Jeux olympiques de 1924, à Paris.
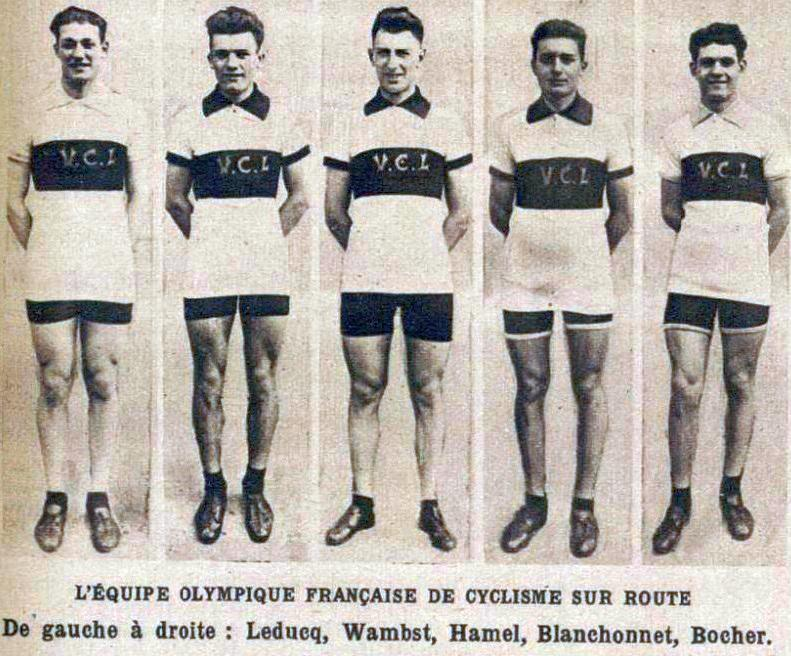
L'équipe de France de cyclisme sur route.
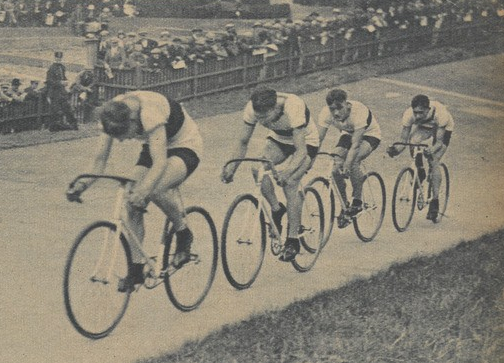
André Leducq mène l'équipe à l'entraînement.
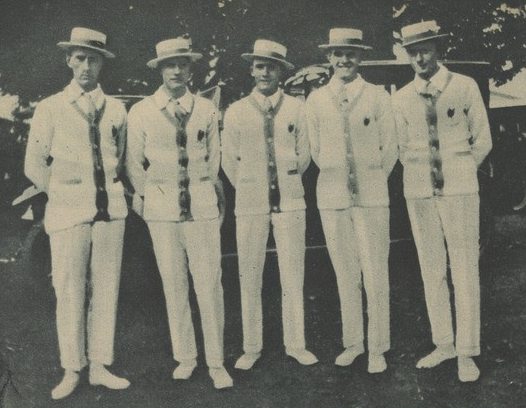
André Leducq, 2e à gauche, et ses coéquipiers.
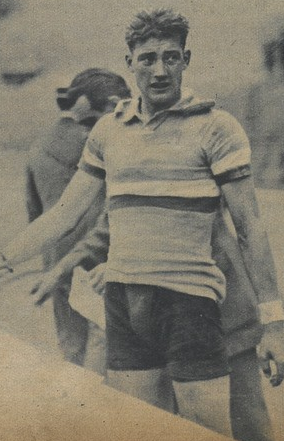
Leducq à l'arrivée.

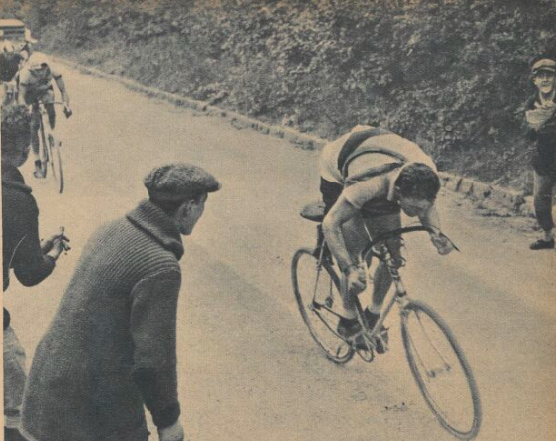
L'attaque décisive d'André Leducq dans la côte des dix-sept tournants.

Dix jours plus tard, le 2 août, il devient champion du monde sur route amateurs à Versailles, au terme d'une course animée par l'ensemble des coureurs français, où Blanchonnet est seulement troisième,. Échappé en solitaire entre Chartres et Rambouillet, André Leducq est repris par Armand Blanchonnet et le coureur suisse Otto Lehner, mais il place une nouvelle attaque décisive dans la côte des dix-sept tournants pour s'imposer avec plus d'une minute d'avance sur ce dernier. Charles Ravaud, correspondant de L'Auto, fait l'éloge de Leducq après la course : 

« L'homme est épatant, complet, parfait. C'est l'as dans toute sa splendeur, à la santé florissante, au cœur bien accroché, capable de fournir tous les efforts. »

#### Champion de France militaires et amateurs (1925)

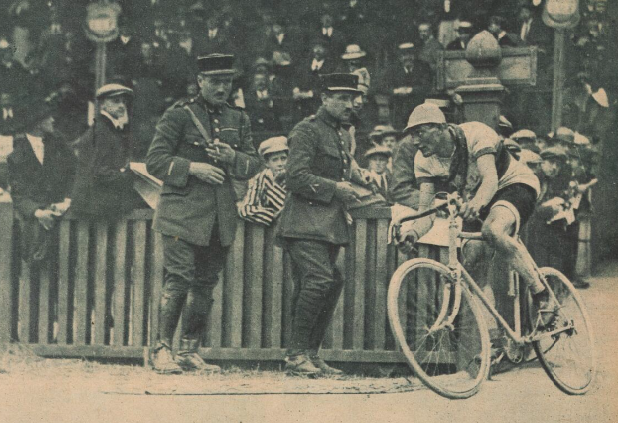
André Leducq au championnat de France militaires 1925.

En 1925, après un succès au Grand Prix olympique, disputé sur un parcours autour de Reims, puis une 2e place dans Paris-Évreux derrière Pierre Magne, André Leducq intègre le 90e régiment d'infanterie, basé à Tours, pour effectuer son service militaire.

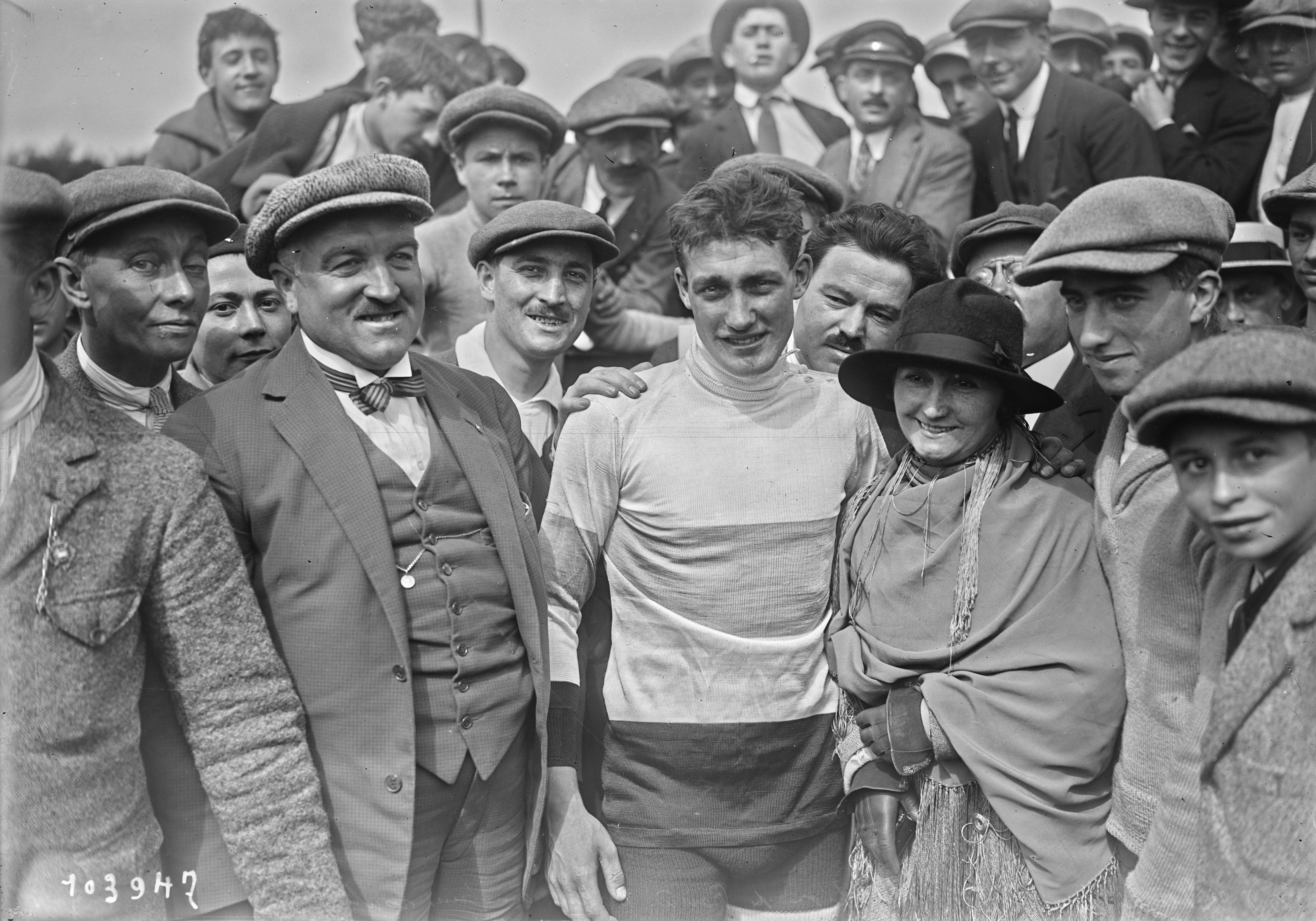
Le coureur félicité après sa victoire dans le championnat de France amateurs.

À peine engagé, il dispute le championnat de France militaires sur route à Vincennes, une épreuve qu'il remporte aisément. En juillet, André Leducq et ses coéquipiers du Vélo Club de Levallois remportent la Traversée de la France par relais, une épreuve organisée par Le Petit Journal entre Marseille et Lille. Leducq assure l'avant-dernier relais de l'épreuve, entre les points de contrôle de Saint-Denis et Amiens,. Il bénéficie encore d'une permission pour se rendre au Portugal, où l'équipe de France olympique est invitée à disputer le Grand Prix de Lisbonne. Tandis que ses coéquipiers abandonne, André Leducq s'impose avec une vingtaine de minutes d'avance sur ses poursuivants. Au mois d'août, il conserve son titre de champion de France amateurs sur route, couru en circuit autour de Rambouillet, en réglant au sprint un groupe de six coureurs,.
En fin de saison, André Leducq obtient des permissions pour disputer quelques réunions sur piste au Vélodrome d'Hiver. C'est là qu'il dispute sa dernière course comme amateur, le 5 décembre, à l'occasion d'un match France-Belgique de vitesse.

### Carrière professionnelle

#### Débuts difficiles et premières victoires (1926-1927)

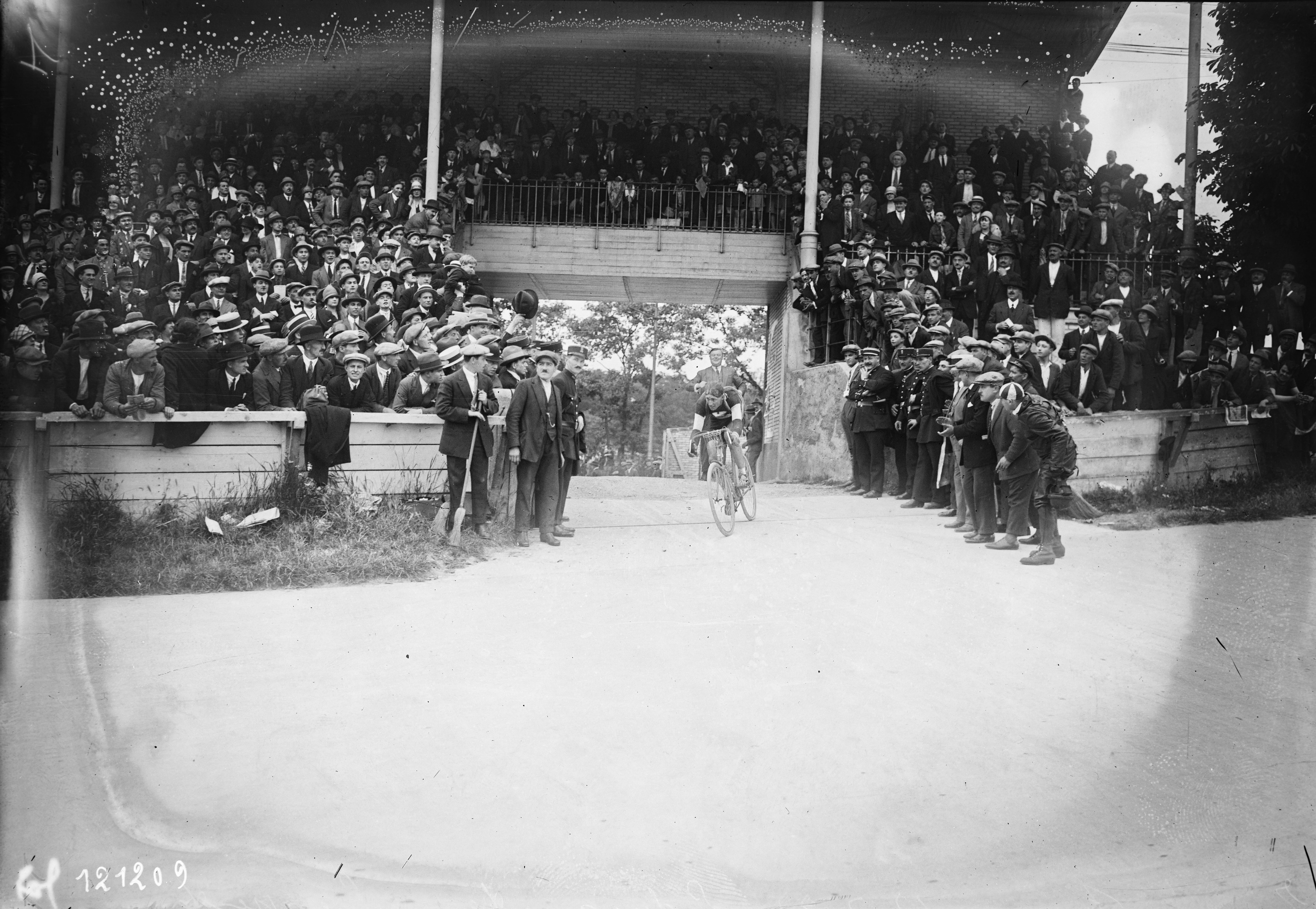
André Leducq entre en vainqueur sur le vélodrome du Parc des Princes, lors de la dernière étape du Tour de France 1927.

Contre l'avis de Paul Ruinart, André Leducq devient professionnel en 1926 au sein de l'équipe Thomann-Dunlop, dirigée par Ludovic Feuillet. En méforme et devant la difficulté d'obtenir des permissions, il n'obtient aucun résultat significatif lors de cette saison. Ses deux premières courses professionnelles, le Tour des Flandres et Paris-Roubaix, se soldent par deux abandons. Ne pouvant prendre part au championnat de France militaires, pour une affaire de règlement, il s'engage sur le championnat de vitesse, dont il se classe deuxième derrière Domanchin.
Libéré de ses obligations militaires, en 1927, André Leducq envisage de meilleurs résultats. En début de saison, après avoir terminé 3e de Paris-Le Havre, il fait bonne figure sur Paris-Roubaix et accompagne le groupe de tête jusqu'à 5 km de l'arrivée, lorsqu'une crevaison lui fait perdre toute chance de victoire. Au mois de juin, il est engagé pour la première fois sur le Tour de France. Après une édition 1926 qualifiée d'ennuyeuse par les suiveurs, le directeur de la course, Henri Desgrange, essaye une nouvelle formule : lors des étapes de plaine, soit seize des vingt-quatre étapes, les équipes partent séparément, de quart d'heure en quart d'heure. André Leducq est une des révélations de cette édition : il remporte trois étapes (la sixième à Brest et les deux dernières à Dunkerque et Paris) et termine quatrième de l'épreuve. Premier Français au classement général, il incarne alors, avec Antonin Magne, qui termine sixième pour ses débuts sur la « Grande Boucle », le renouveau du cyclisme français,.

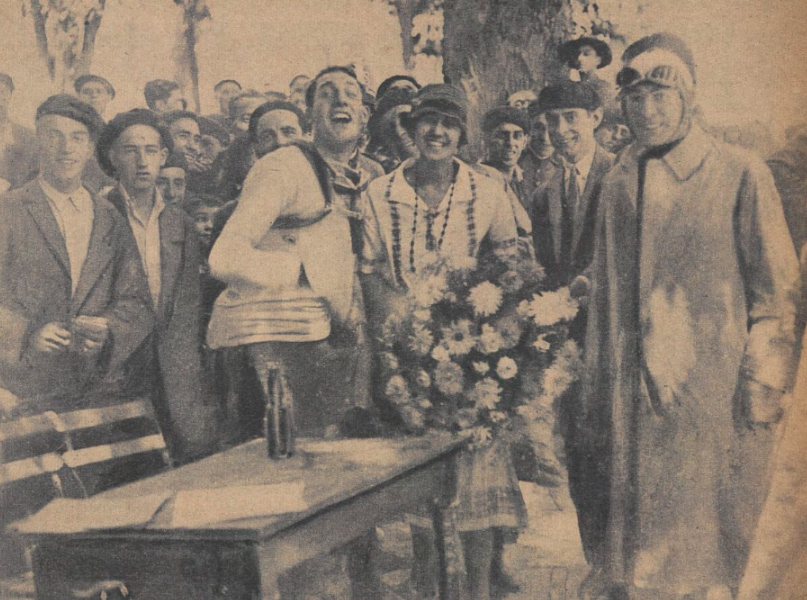
Leducq (au centre) après sa victoire dans la première étape du Tour du Pays basque.

À la demande de son directeur sportif, Ludovic Feuillet, Leducq participe au Tour du Pays basque. Il s'y distingue en remportant les deux premières étapes à Vitoria et Pampelune, mais cède du terrain dans la troisième étape vers Saint-Sébastien : victime d'une crevaison et abandonné par ses coéquipiers qui refusent de l'attendre, il perd la première place du classement général et termine l'épreuve au deuxième rang, le lendemain. En fin de saison, sa première participation au championnat de France dans la catégorie des professionnels se solde par une cinquième place.

#### Succès sur Paris-Roubaix et victoires d'étapes sur le Tour de France (1928-1929)

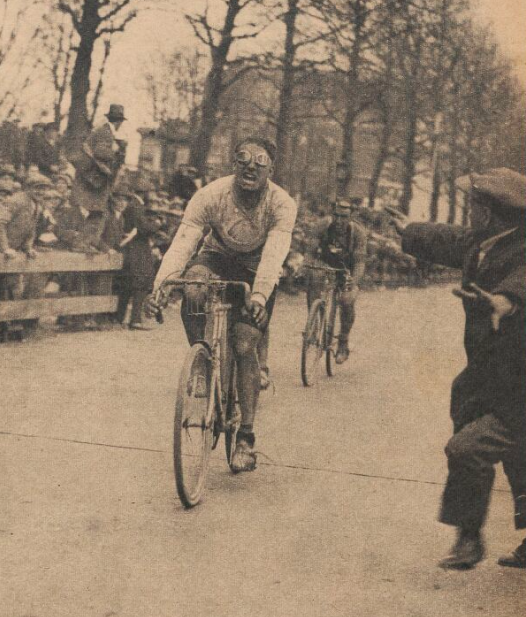
André Leducq à l'arrivée de Paris-Roubaix 1928.

André Leducq se retrouve dans une situation délicate au début de l'année 1928 : son père, comptable et administrateur de ses biens, lui reproche son train de vie et décide de lui couper les vivres, cependant que son contrat est menacé.
Pour autant, il réalise un excellent début de saison : désormais coureur de la firme Alcyon, il gagne Paris-Le Havre le 1er avril puis remporte la semaine suivante sa première grande classique en s'imposant sur Paris-Roubaix en battant au sprint les Belges Georges Ronsse et Charles Meunier,. Dans son autobiographie Une fleur au guidon, André Leducq se livre à la confidence sur ce succès qui lance véritablement sa carrière : « C'est seulement sous la douche que j'ai réalisé : la prime de victoire pour Paris-Roubaix, chez Alcyon, était de cinq mille francs… Douce perspective. Mais cela venait après. En passant la ligne, je n'avais éprouvé qu'un sentiment d'orgueil immense : tu as gagné Paris-Roubaix, tu as gagné la plus belle ! »
Une semaine avant le départ du Tour de France, il se classe 2e du championnat de France, disputé pour la première fois sur le circuit de Montlhéry, et fait alors figure de favori pour la Grande Boucle. Malgré les défauts constatés lors de l'édition précédente, Henri Desgrange reconduit la formule des départs séparés pour les équipes : 15 des 22 étapes sont disputées dans ce format, ce qui favorise les grandes équipes comme Alcyon qui engage Leducq et le vainqueur sortant Nicolas Frantz. Ce dernier remporte la première étape et conserve le maillot jaune du début à la fin de la course.
Fortement critiqué après avoir perdu dix minutes à la suite d'une crevaison lors de la première étape, André Leducq se reprend dès le lendemain pour s'imposer à Cherbourg. Au total, il remporte quatre étapes dans cette édition, en gagnant également à Perpignan, Marseille et Belfort, et prend la deuxième place du classement général final devant le coureur belge Maurice De Waele, un autre coureur d'Alcyon,.

Tour de France 1928.
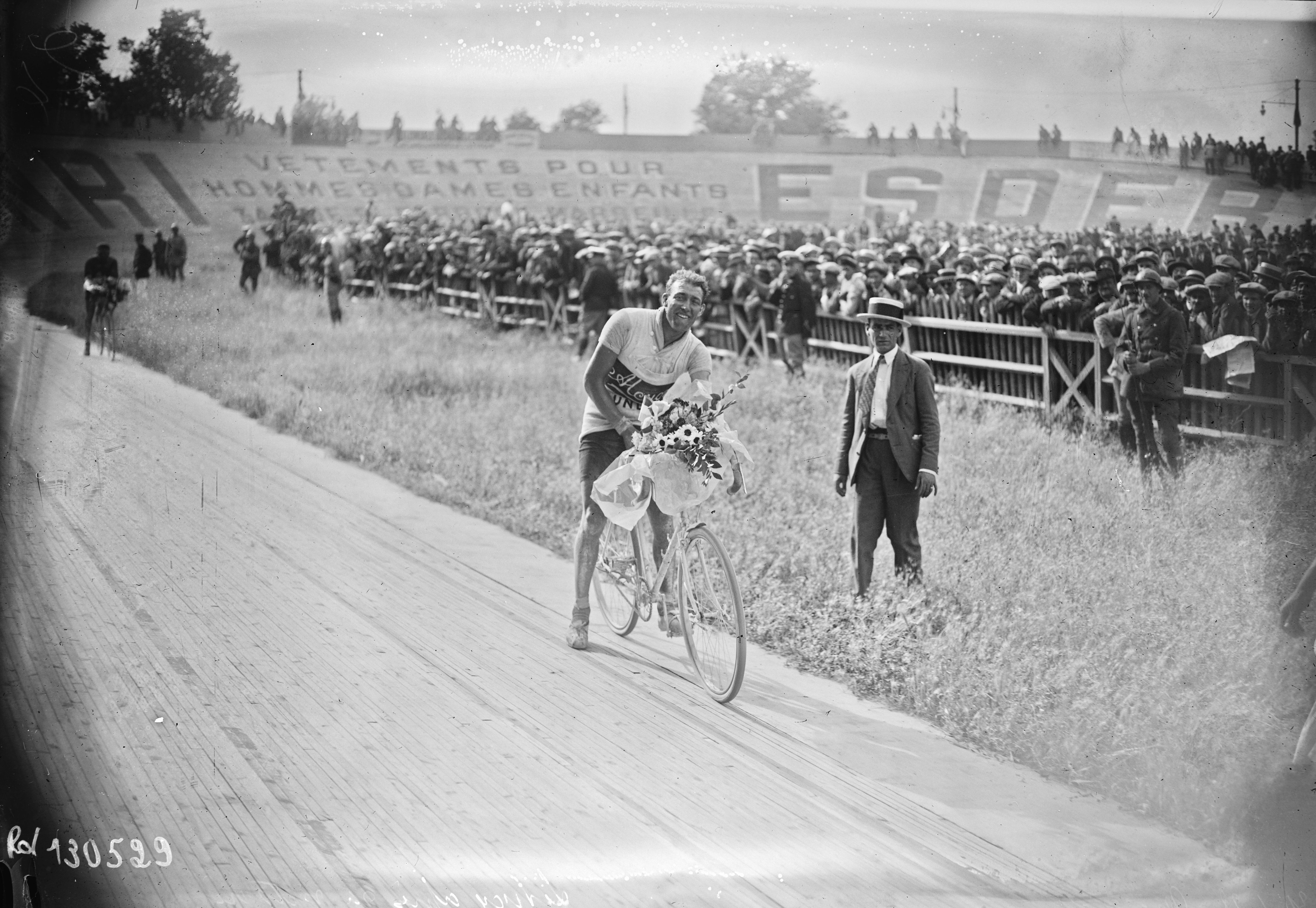
Leducq après sa victoire à Marseille dans la 11e étape.
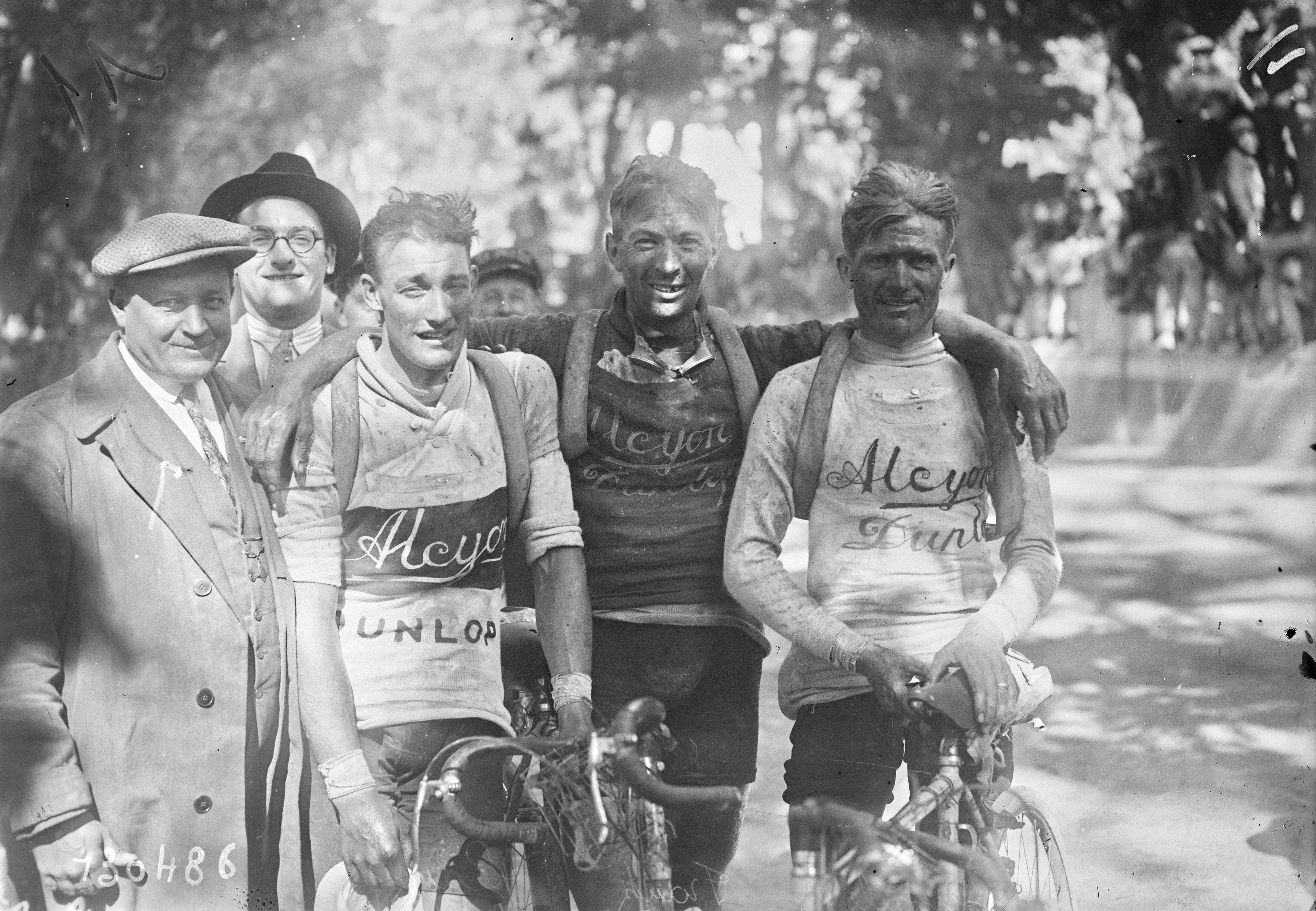
Leducq (à gauche), Nicolas Frantz et Maurice de Waele après la 10e étape à Perpignan.
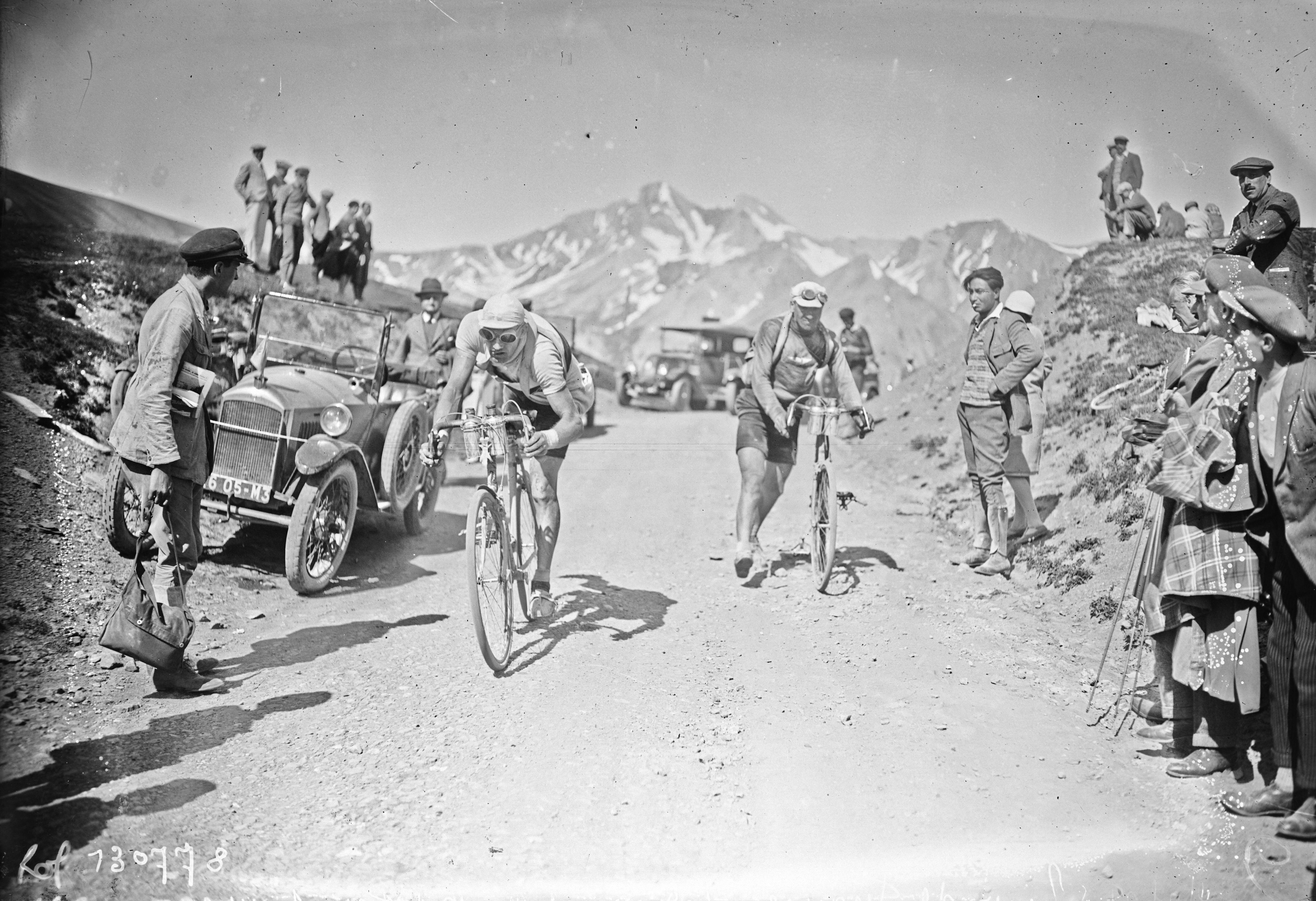
Leducq (à gauche) au col d'Allos, en compagnie de Marcel Bidot, dans la 13e étape.
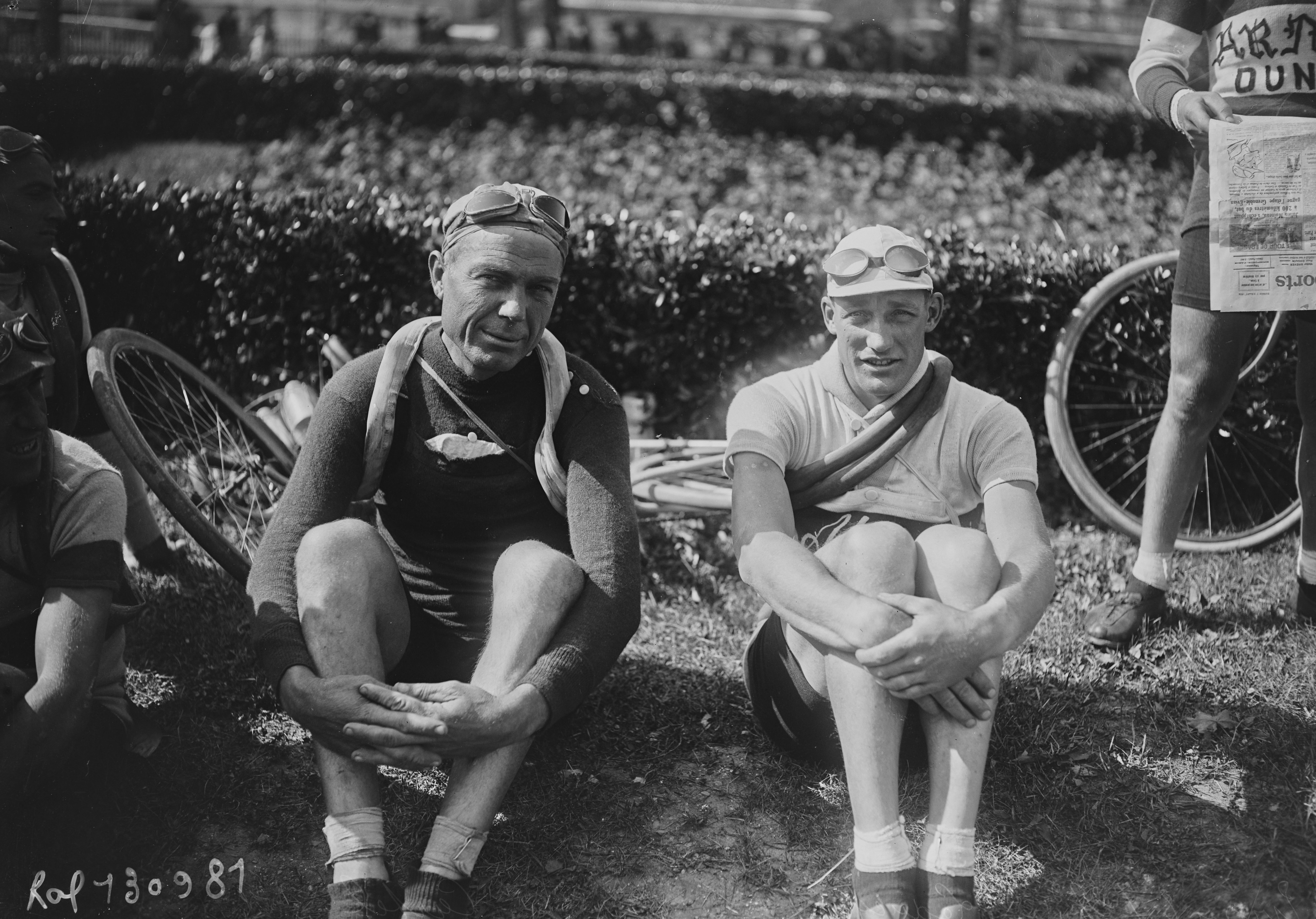
Leducq (à droite) et Joseph Curtel avant le départ de la 15e étape.

En septembre 1928, Leducq achète un pavillon à Sartrouville et se marie avec Marthe Bergeron, originaire de la commune de Saint-Mammès. Il y séjourne régulièrement, notamment au bateau-lavoir que gère sa belle-mère. Entre 1928 et 1931, il achète une petite maison qu'il destine à la location, puis une maison sur le quai du Loing, où il élit domicile. Il s'entraîne le plus souvent sur la piste en ciment du vélodrome de Champagne-sur-Seine, une commune voisine.
André Leducq conclut la saison 1928 en prenant comme l'année précédente la 2e place du Tour du Pays basque, ajoutant une victoire dans la 3e étape, puis en s'engageant sur les Six Jours de Buffalo, sa première participation à ce type d'épreuve, associé à Georges Cuvelier.

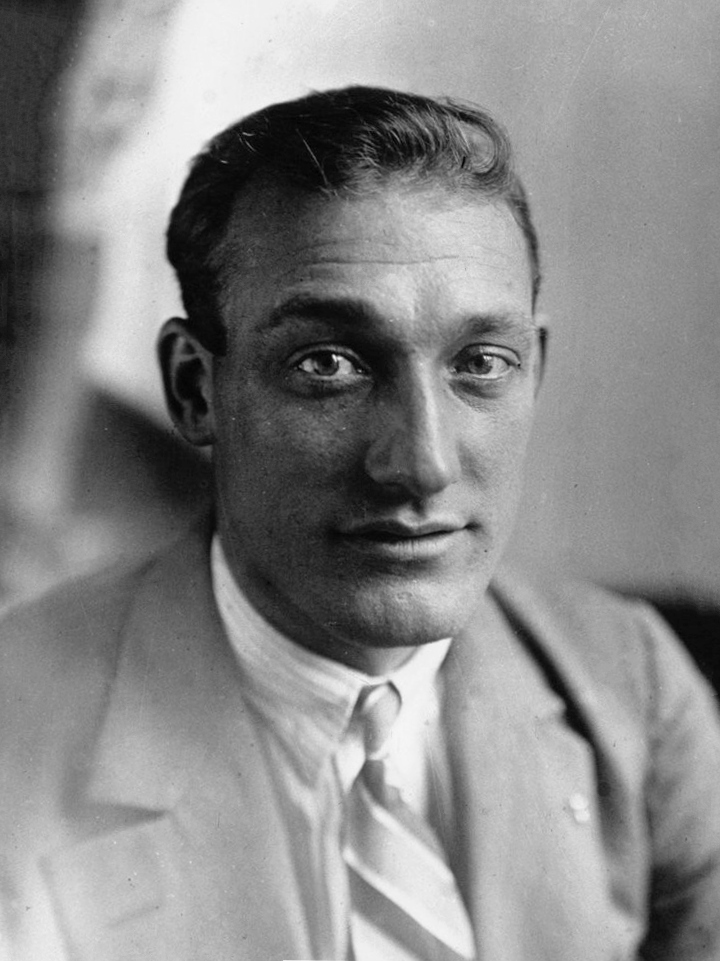
André Leducq en 1929.

En 1929, André Leducq connaît une série de résultats décevants. Incapable de jouer les premiers rôles sur les premières classiques de la saison, il n'obtient sa sélection pour le championnat de France que lors de la dernière épreuve qualificative, le Circuit de Paris. À la surprise des suiveurs qui doutaient encore de ses capacités, il prend la 3e place du championnat de France, à trois minutes du vainqueur Marcel Bidot, obtenant ainsi son premier podium de la saison.
Pour le Tour de France, Henri Desgrange revient sur la formule des départs séparés : l'épreuve est de nouveau disputée individuellement et l'entraide entre coureurs est interdite. André Leducq gagne la deuxième étape à Cherbourg, puis fait partie des trois coureurs qui revêtent le maillot jaune à Bordeaux, au terme de la 7e étape, avec Nicolas Frantz et Victor Fontan, avant de le perdre le lendemain. La victoire au classement général revient finalement au coureur belge Maurice De Waele, qui récupère le maillot jaune après la onzième étape à Perpignan, mais les conditions de sa victoire font parler. Malade dans les derniers jours de course, Maurice de Waele bénéficie alors de l'aide des autres coureurs d'Alcyon, dont Leducq, qui bloquent la course et l'accompagnent en dépit du règlement. Des coureurs « isolés » et des adversaires sont également sollicités. En colère, Henri Desgrange déclare : « On fait gagner un cadavre ! Comment un Maillot Jaune aussi facile à dépouiller a-t-il pu conserver la première place ? » Après plusieurs éditions et des changements de formules qui ont dégradé l'image de l'épreuve, au point que le journaliste Pierre Chany évoque « l'époque la plus ténébreuse du Tour », Desgrange et son règlement qui interdit l'entraide sont définitivement discrédités,. De son côté, André Leducq gagne au total cinq étapes et termine à la onzième place du classement général.

#### Première victoire dans le Tour de France (1930)

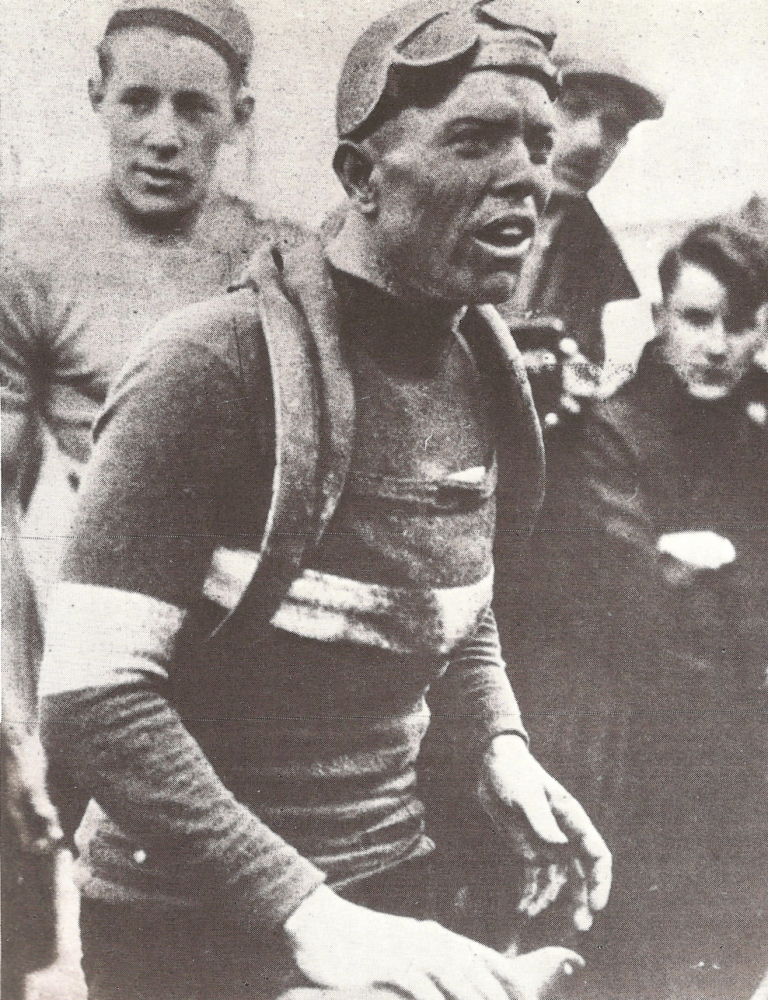
L'Italien Learco Guerra est battu par André Leducq sur le Tour 1930.

André Leducq choisit de ne plus assurer ses contrats sur piste durant la saison hivernale afin de préparer au mieux la saison sur route 1930. Le 27 avril, il remporte Paris-Caen. Dix jours plus tard, sa sélection en équipe de France pour le Tour de France est annoncée. Le directeur de l'épreuve, Henri Desgrange, bouleverse le mode de participation au Tour. Les marques de cycles sont supprimées et désormais, les coureurs contractent directement avec le Tour et sont regroupés par équipes nationales. Pour cette édition 1930, cinq équipes nationales de huit coureurs sont présentes,. Durant la première semaine, la course est un duel entre les routiers-sprinters des équipes de France et d'Italie. André Leducq gagne une étape aux Sables-d'Olonne tandis que l'Italien Learco Guerra porte le maillot jaune. Alfredo Binda, alors quadruple vainqueur du Tour d'Italie, remporte la première étape des Pyrénées à Luchon, devant Pierre Magne et André Leducq. Celui-ci prend le maillot jaune, Learco Guerra perdant 13 minutes ce jour-là. Lors de la seizième étape entre Grenoble et Évian, Leducq chute deux fois : une première dans la descente du col du Galibier, puis dans l'ascension du col du Télégraphe. Cette dernière est causée par la cassure de l'une de ses pédales. Il monte alors sur le vélo de son coéquipier Marcel Bidot. Aidé des autres coureurs de l'équipe de France, il parvient à rattraper Guerra, qui a pris 15 minutes d'avance, et Leducq gagne au sprint à Évian devant Charles Pélissier. Selon Marcel Bidot, qui témoigne de ces faits en 1975 auprès du journaliste Jacques Augendre, cette victoire constitue l'un des plus grands retournements de situation et des plus grands exploits de l'histoire du sport cycliste : « Ce coup de théâtre dont je fus le témoin est l'un des évènements qui m'ont le plus frappé. Tous les éléments se trouvaient réunis pour en faire un acte de légende, y compris la part de la fatalité et de la Providence. Quarante-cinq ans après, le pathétique de cette étape inoubliable s'est estompé, mais sa signification demeure, et sa beauté, symbole du triomphe de la volonté confortée par l'esprit d'équipe. Le désespoir de Leducq, affalé sur un talus, le genou en sang, la tête appuyée sur le bras droit, dans l'attitude qui devait inspirer le sculpteur allemand Arno Breker, est passé à la postérité. »
Charles Pélissier gagne les quatre dernières étapes, lors desquelles la victoire finale de Leducq n'est plus menacée. Il s'impose au classement général devant Learco Guerra et son ami Antonin Magne. Aucun Français n'avait plus gagné le Tour depuis Henri Pélissier en 1923. Cette victoire est la première d'une série de cinq pour l'équipe de France. Elle projette l'image d'une France unie et suscite un regain d'intérêt du public, enthousiasmé par ses victoires,.

#### En retrait (1931)
En 1931, Leducq participe aux Six jours de Paris. Henri Desgrange lui a proposé un contrat de 25 000 francs pour obtenir cet engagement. Associé à Charles Pélissier, il prend la 6e place de l'épreuve. Cette manifestation populaire attire 15 000 spectateurs et de nombreux artistes y font une apparition. À l'issue de la course, il déclare : « Ce sont les six-jours qui m'ont laissé les plus beaux souvenirs de ma carrière, ils ont été mon bottin mondain, mon université, mon jockey-club et ma cour de récréation. » André Leducq gagne Paris-Tours, puis prend la troisième place du championnat de France. Il n'est cependant pas considéré comme un favori du Tour de France. Durant la première étape des Pyrénées, les Belges Jef Demuysere, Alfons Schepers et Julien Vervaecke attaquent avec l'Italien Antonio Pesenti. Ils sont cependant tous retardés par des crevaisons, de sorte qu'Antonin Magne s'impose à Luchon avec quatre minutes d'avance sur Pesenti et prend la tête du classement général. Il conserve le maillot jaune et remporte ce Tour de France devant Demuysere et Pesenti. Leducq gagne une étape à Colmar et termine à la dixième place du classement général.
En 1931, il apparait dans on propre rôle dans le film Hardi les gars ! réalisé par Maurice Champreux,.

#### Deuxième Tour de France (1932)

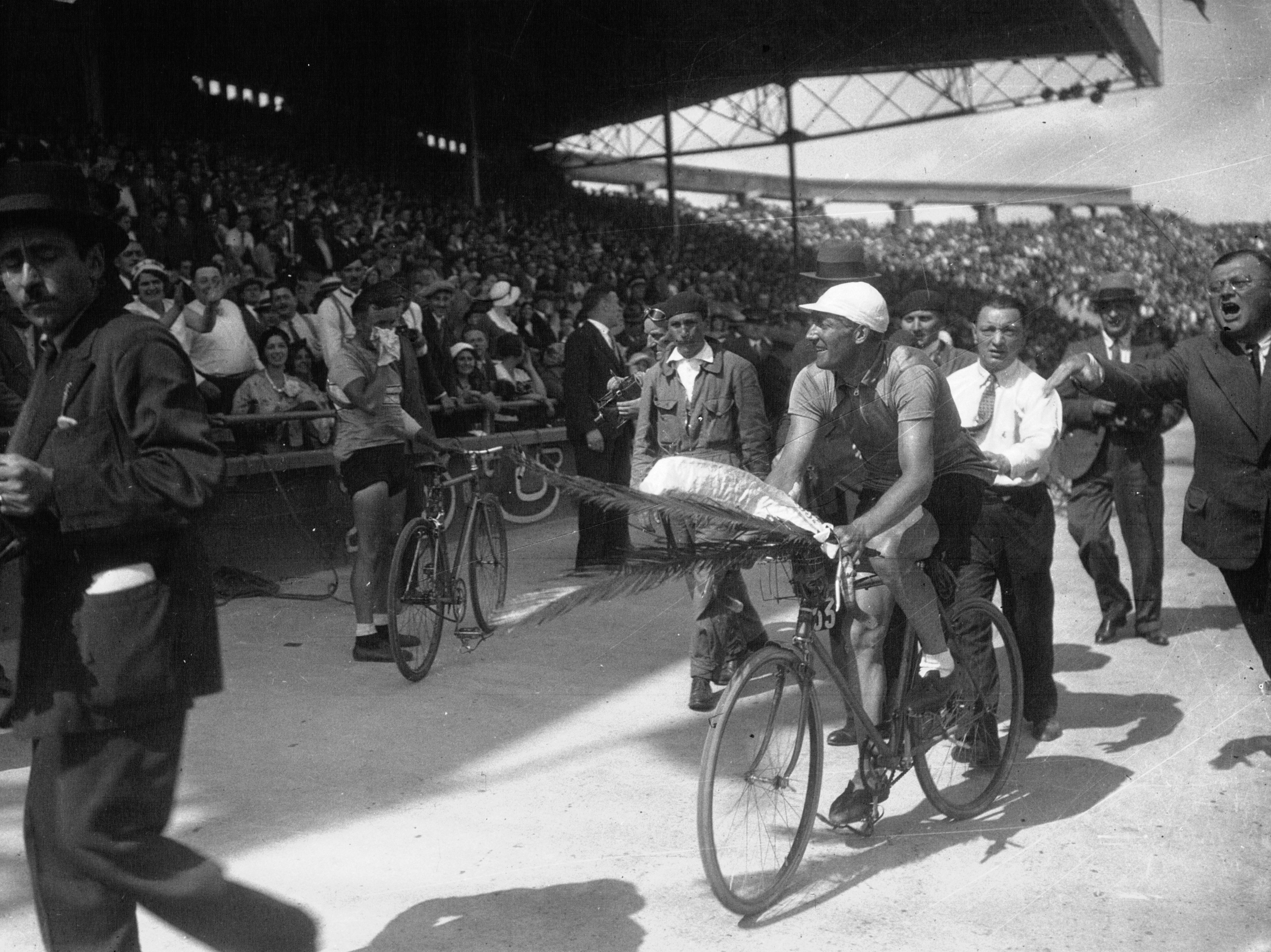
En 1932, André Leducq célèbre sa deuxième victoire dans le Tour.

Charles Pélissier et Antonin Magne renoncent à participer au Tour de France 1932. Henri Desgrange, qui souhaitait voir Pélissier s'imposer, a introduit des bonifications de quatre minutes aux vainqueurs d'étape, supposées favoriser un routier-sprinter comme Pélissier. En l'absence de ce dernier, André Leducq profite de ces bonifications et de ses qualités de finisseur. En remportant la troisième étape à Bordeaux, la plus longue de ce Tour avec 387 kilomètres, il prend le maillot jaune avec près de deux minutes d'avance sur l'Allemand Kurt Stöpel. Lors des étapes suivantes, il accumule les places d'honneur et creuse peu à peu l'écart sur ses poursuivants au classement général. Malgré une méforme lors de l'étape entre Cannes et Nice, il limite sa perte de temps grâce au travail de ses équipiers. Bénéficiant de la mésentente régnant dans l'équipe de Belgique, et grâce à sa stratégie basée sur les victoires d'étapes, il remporte son deuxième Tour de France. Vainqueur à Gap, Aix-les-Bains, Belfort et lors des deux dernières étapes à Amiens et Paris, il porte son total de victoires d'étapes à six. Il obtient finalement 31 minutes de bonification, contre sept pour son dauphin Kurt Stöpel, une différence de 24 minutes qui correspond à l'écart entre les deux hommes au classement général final. Le nouveau règlement voulu par Henri Desgrange joue donc un rôle prépondérant dans la seconde victoire d'André Leducq dans le Tour de France.

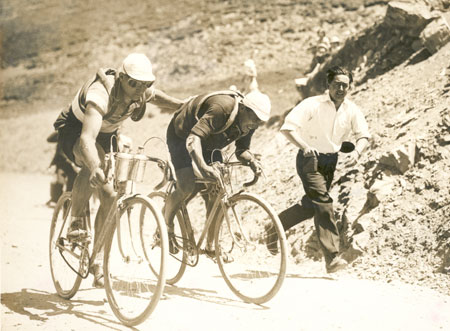
Georges Speicher et André Leducq lors du Tour de France 1933.

Lors du Tour de France 1933, André Leducq, avec les autres coureurs de l'équipe de France, aide Maurice Archambaud à défendre son maillot jaune durant la première semaine puis Georges Speicher, qui prend la tête du classement général à Marseille après la douzième étape et gagne ce Tour. Leducq gagne deux étapes. Speicher signe la quatrième victoire consécutive de l'équipe de France, invaincue depuis que le Tour est disputé par équipes nationales. C'est lors de cette édition 1933 que sa « cohésion […] est la plus forte ». Cette « équipe de copains offrait un potentiel assez exceptionnel », qui fait dire à Speicher après sa victoire : « Non, vraiment, nous n'avions aucune idée sur celui d'entre nous qui gagnerait ». En plus de ses deux victoires d'étape sur le Tour, Leducq remporte le Critérium national lors de cette année 1933.

#### Fin de carrière (1934-1938)
En 1934, André Leducq quitte Alcyon, qui l'emploie depuis 1927, parce qu'elle lui refuse une augmentation de 200 francs. Il rejoint la nouvelle équipe Mercier-Hutchinson, dirigée par Henri Pélissier, vainqueur du Tour de France 1923. Les relations entre ce dernier et Henri Desgrange sont mauvaises, alors que Desgrange est ami avec le patron d'Alcyon, Edmond Gentil. La firme Alcyon est en outre le fabricant des vélos jaunes utilisés par les coureurs du Tour de France depuis la création des équipes nationales en 1930. Ainsi, pour le seul motif qu'il a quitté Alcyon, Henri Desgrange écarte Leducq de l'équipe de France. Celle-ci écrase le Tour de France : elle gagne vingt étapes et porte le maillot jaune de bout en bout, d'abord avec Georges Speicher puis Antonin Magne qui gagne son deuxième Tour. De son côté, Leducq suit cette édition avec les journalistes de Paris-Soir Albert Baker d'Isy et Géo Villetan. Cette même année, il crée sa marque de cycle, à son nom, filiale du groupe Mercier. Il n'obtient qu'une seule victoire au cours de la saison, le Critérium des As, disputé en septembre à Longchamp.

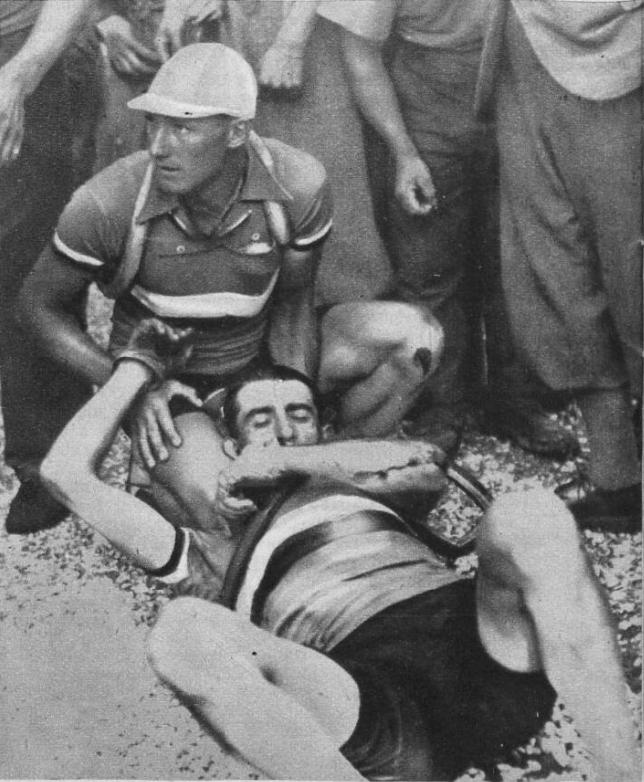
Antonin Magne qui vient de chuter lors de la 7e étape du Tour de France 1935 est soutenu par André Leducq.

En avril 1935, André Leducq se classe deuxième de Paris-Roubaix. En tête à 10 kilomètres de l'arrivée en compagnie de Gaston Rebry, il crève et laisse la victoire au coureur belge. Engagé sur le Tour d'Italie, il abandonne au départ de la 17e étape, souffrant de furoncles. André Leducq est réintégré à l'équipe de France pour le Tour 1935. Avec la présence de Speicher et de Magne, les vainqueurs des cinq derniers Tours sont ainsi au départ. Le Belge Romain Maes gagne la première étape et remporte cette édition en conservant le maillot jaune durant toute la course. Victime d'une chute et blessé, Antonin Magne, favori de l'épreuve et capitaine de l'équipe de France, abandonne lors de la septième étape. Les coureurs français se concentrent dès lors davantage sur les victoires d'étapes que sur le classement général. Ils en gagnent treize, dont une par André Leducq à La Rochelle. Georges Speicher est toutefois un temps en mesure de disputer le maillot jaune, mais perd toutes ses chances dans les Pyrénées et termine à la sixième place. Dans les discussions suivant cette défaite, Magne met en cause la mésentente de l'équipe après son abandon et l'attitude des coureurs, notamment celle de Maurice Archambaud et René Vietto, qui n'ont selon lui pas suffisamment soutenu Speicher. Leducq admet le manque de confiance des coureurs envers ce dernier, justifie les stratégies individuelles de ses coéquipiers et demande la désignation d'un directeur sportif de l'équipe de France, à l'image de ceux dont disposent les équipes de Belgique et d'Italie.

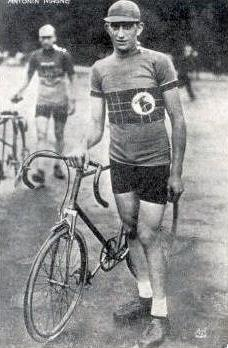
Antonin Magne, ami d'André Leducq, gagne avec lui la dernière étape du Tour 1938.

En 1936, André et sa femme divorcent. Il ne participe pas au Tour cette même année, ni à l'édition 1937, qu'il décide comme Antonin Magne de ne pas disputer. Cette année-là, Henri Desgrange dote l'équipe de France d'un directeur sportif, comme le demandait Leducq deux ans plus tôt. Ce directeur sportif est Jean Leulliot, collaborateur du journal L'Auto et futur organisateur de courses cyclistes. Au début de l'année 1937, André Leducq est contacté par Charles Spiessert, directeur du cirque Pinder pour effectuer une tournée à travers la France, d'une durée de huit mois, en compagnie d'Antonin Magne et des frères Raymond et Ferdinand Le Drogo. Les coureurs s'exhibent sur un home trainer disposé sur un grand plateau équipé de silhouettes cyclistes.
En 1938, Henri Desgrange supprime la catégorie des coureurs individuels du Tour de France, également appelée « touristes-routiers » ou « isolés » lors d'éditions précédentes. Il agrandit les équipes nationales et crée deux équipes de coureurs français, en plus de l'équipe de France emmenée par Antonin Magne : l'une est appelée « Bleuets » et l'autre « Cadets », qui a pour capitaine André Leducq. Sans avoir gagné d'étape, Leducq prend le maillot jaune après le deuxième tronçon de la sixième étape, à Bayonne. Il le cède au Belge Félicien Vervaecke à l'issue de la huitième étape, à Luchon, où il arrive avec 25 minutes de retard. Il termine à la trentième place de ce Tour de France remporté par l'Italien Gino Bartali. Lors de la dernière étape, entre Lille et Paris, il s'échappe avec Antonin Magne à Vallangoujard. Ils parcourent ensemble les cinquante derniers kilomètres menant au Parc des Princes. Après avoir débuté sur le Tour la même année, ils font ensemble leur adieu à la « grande boucle » en franchissant la ligne d'arrivée se tenant par l'épaule et sont classés premiers ex aequo,. C'est la 25e victoire d'étape de Leducq sur le Tour de France, un record qui ne sera battu qu'en 1972 par Eddy Merckx. À cette occasion, il est le sixième cycliste du Tour de France à connaître une victoire d'étape dix ans au moins après un premier succès.

### Après carrière
En mars 1939, il participe aux Six jours de Paris en compagnie de Georges Wambst. À mi-course, l'équipage occupe la treizième et dernière place, avant d'abandonner finalement. André Leducq se retire de la compétition et devient observateur parmi la caravane du Tour pour le compte des journaux Le Petit Parisien et Miroir des sports. Blanche Larivaut (1912-2003), sa compagne qui travaille au service photographique du journal France-Soir, donne naissance au seul enfant du couple, prénommé Jean-François, le 21 mars 1944. Elle devient sa seconde épouse le 4 février 1950, à Mériel. À partir de la fin du mois d'octobre 1949, André Leducq exerce la fonction d'inspecteur des ventes des Cycles Mercier. Au début des années 1950, il fait l'acquisition, avec sa femme, d'un café-tabac à Mériel, puis en septembre 1959, il achète un café-épicerie à Maisons-Laffitte. Il ne s'éloigne pas pour autant du monde du cyclisme puisqu'il accepte de diriger l'équipe de France sur le Tour d'Espagne 1961, qui compte dans ses rangs François Mahé, deuxième du classement général, puis en 1964, il part effectuer une mission d'éducateur sportif à Téhéran. En 1953, il est invité à l'arrivée du Tour de France 1953 au Parc des Princes, à l'occasion du cinquantième anniversaire de l'épreuve, au même titre que les anciens vainqueurs encore en vie.
En 1961, il divorce de sa seconde femme et s'installe avec Germaine Le Gaillard (1907-1999), une modiste de l'avenue de l'Opéra, à Paris, avec laquelle il se marie le 11 janvier 1973. André Leducq se passionne pour la plongée sous-marine qu'il pratique avec son ami Roger Poulain, moniteur aux Goudes. Le 18 juin 1980, il est retrouvé inanimé dans la chambre qu'il occupe chez son ami. Il meurt à son arrivée à l'hôpital de Marseille, à l'âge de 76 ans. Il est inhumé au cimetière parisien de Bagneux, dans les Hauts-de-Seine.

## Style et personnalité
André Leducq est un coureur complet, un « athlète du vélo » selon le journaliste Jacques Augendre, capable de battre au sprint les coureurs les plus rapides de sa génération, mais également bon rouleur et performant dans les ascensions. Dès ses premières années, les suiveurs du cyclisme se disent étonnés par les qualités physiques de Leducq : « ses jambes, comme chez tous les hommes en forme, tournent harmonieusement, comme un rouet bien rond qui déviderait inlassablement sa laine ». Spécialiste de l'histoire du cyclisme, Pierre Chany le décrit comme « un athlète naturel, puissant et harmonieux, possesseur d'un organisme robuste ». Il souligne également ses qualités de sprinteur et de descendeur. Le journaliste Christophe Penot le compare à François Faber, vainqueur du Tour de France 1909 : « Même bonne humeur, même popularité, même solidité, même pointe de vitesse et même passion pour le Tour de France ». Leducq est d'ailleurs un admirateur de Faber et lie une longue amitié avec la veuve du coureur, mort au combat lors de la Première Guerre mondiale.
Surnommé « Dédé gueule d'amour et muscles d'acier » ou encore « le joyeux Dédé », il jouit d'une popularité incontestable, comparable à celle de Raymond Poulidor dans les années 1970 et qui « dépasse le sport » selon le romancier Michel Droit, qui le compare à Georges Carpentier, Jules Ladoumègue et Jean Borotra. Selon la formule de Christophe Penot : « En son temps, il eut la popularité d'un jeune dieu. » Le Miroir des sports lui consacre sa une 22 fois entre 1928 et 1935, soit autant qu'Antonin Magne et plus qu'aucun autre coureur cycliste de cette époque. Passionné de sport, il ne cesse de rouler à vélo tout au long de sa vie et s'initie également à la plongée sous-marine. Personnage haut en couleur, « garçon jovial », le scénariste Olivier Dazat dit de lui : « La malice de Filochard, la gouaille de Ribouldingue et la grande gueule de Croquignol, André Leducq était un peu les Pieds Nickelés à lui seul. » Selon Pierre Chany, Leducq conserve de son enfance sur les hauteurs de Montmartre « l'esprit vif et le sens de la répartie ». Il fréquente de nombreuses vedettes de son époque et compte le chanteur Maurice Chevalier et les acteurs Jean Gabin et Albert Préjean parmi ses plus proches amis. Il côtoie aussi des artistes comme Eugène Paul et Bernard Buffet.

## Hommages

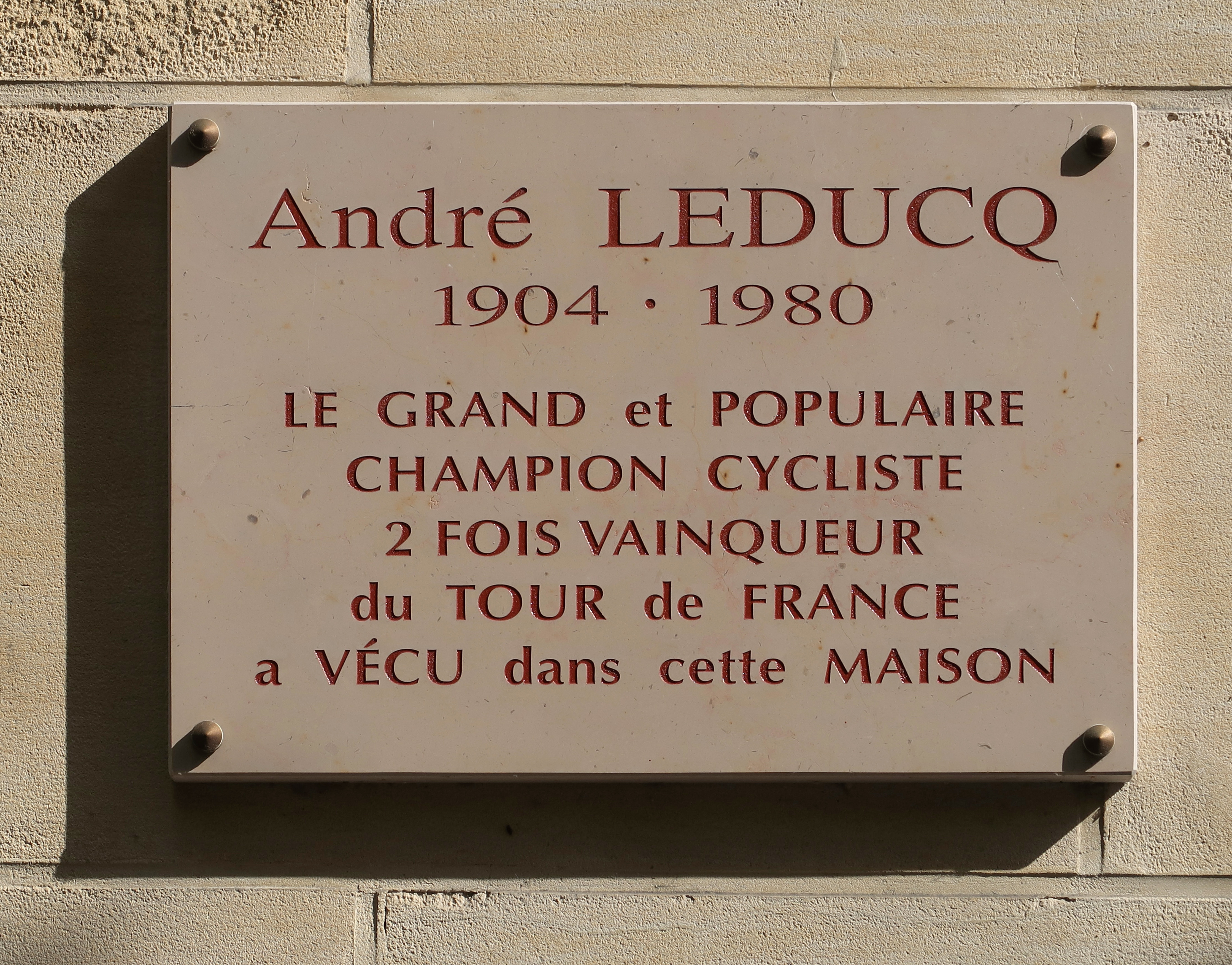
Plaque en hommage d'André Leducq, au no 19 rue Michel-Ange (Paris).

En 1931, André Leducq est le premier lauréat du challenge Sedis, qui récompense le meilleur routier professionnel de la saison française. Il est décoré de la Légion d'honneur en octobre 1966. En 2002, il fait partie des coureurs retenus dans le Hall of Fame de l'Union cycliste internationale.
Une rue à La Roche-sur-Yon ainsi que le gymnase de la commune de Mériel dans le Val-d'Oise lui sont dédiés. Une plaque est apposée sur l'immeuble du 19 rue Michel-Ange (16e arrondissement de Paris), où il a vécu. La statue intitulée Le Guerrier blessé, œuvre du sculpteur allemand Arno Breker, s'inspire très largement d'une photographie d'André Leducq après sa chute dans le col du Galibier sur le Tour de France 1930. Le guerrier sculpté par Breker adopte la même position que le coureur cycliste, prostré, assis sur une pierre, au point qu'elle est nommée par plusieurs spécialistes « la statue André Leducq ». Elle est installée dans le jardin du musée Arno Breker, à Düsseldorf.

## Palmarès
Les principaux éléments du palmarès d'André Leducq sont présentés ci-dessous.

### Palmarès amateur
| - 1922 - Champion de France sur route juniors - Paris-Mantes-Paris - Grand Prix du Sporting - Trophées du Petit Journal - 3e de Paris-Rouen - 3e de Paris-Dieppe - 1923 - Paris-Troyes - Étoile de Paris - Trophées du Petit Journal - 2e de Paris-Orléans - 2e de Madrid-Santander - 3e du championnat de France sur route amateurs - 6e du championnat du monde sur route amateurs - 1924 - Champion du monde sur route amateurs - Champion de France sur route amateurs - Trophées du Petit Journal - 2e de Paris-Orléans - 3e de Paris-Reims - 9e de la course en ligne des Jeux olympiques de Paris | - 1925 - Champion de France sur route amateurs - Champion de France sur route militaires - Grand Prix olympique - Traversée de la France par relais (Marseille-Nice), avec ses coéquipiers du Vélo Club de Levallois - Grand Prix de Lisbonne - 2e de Paris-Évreux - 2e de Paris-Rouen - 2e du Circuit de Touraine - 7e du championnat du monde sur route amateurs |

### Palmarès professionnel
| - 1927 - 6e, 23e et 24e étapes du Tour de France - 1re et 2e étapes du Tour du Pays basque - 2e du Tour du Pays basque - 3e de Paris-Le Havre - 4e du Tour de France - 1928 - Paris-Roubaix - Paris-Le Havre - 2e, 10e, 11e et 16e étapes du Tour de France - 3e étape du Tour du Pays basque - 2e du Tour de France - 2e du championnat de France sur route - 2e sur Tour du Pays basque - 1929 - 2e, 11e, 17e et 18e étapes du Tour de France - 2e étape du Tour du Pays basque - Prix Goullet-Fogler (avec Charles Pélissier) - 3e du championnat de France sur route - 3e de Toulouse-Barcelone - 1930 - Tour de France : - Classement général - 5e et 16e étapes - Paris-Caen - 9e de Paris-Tours - 1931 - Challenge Sedis - Paris-Tours - 20e étape du Tour de France - 3e du championnat de France sur route - 3e de Paris-Caen - 10e du Tour de France | - 1932 - Tour de France - Classement général - 3e, 11e, 13e, 15e, 20e et 21e étapes - 1933 - 13e et 14e étapes du Tour de France - Critérium national - 2e de Paris-Vichy - 6e de Paris-Tours - 1934 - Critérium des As - 6e de Paris-Tours - 1935 - 18eb étape du Tour de France (contre-la-montre) - 2e de Paris-Roubaix - 1936 - 10e de Paris-Tours - 1938 - 21e étape du Tour de France (ex æquo avec Antonin Magne) - 2e du Circuit des monts du Roannais |  |

### Résultats sur les grands tours

#### Résultats sur le Tour de France
En neuf participations, André Leducq remporte deux fois le Tour. Il totalise 25 victoires d'étapes dont quatre par équipes, ce qui fait de lui le quatrième coureur au classement des victoires d'étapes dans l'épreuve derrière Eddy Merckx, Bernard Hinault et Mark Cavendish. Il passe au total 35 jours avec le maillot jaune sur les épaules. André Leducq fait également partie des coureurs ayant remporté au moins deux étapes du Tour de France sur plus de dix années.
- 1927 : 4e du classement général et vainqueur des 6e (contre-la-montre), 23e (contre-la-montre) et 24e étapes
- 1928 : 2e du classement général et vainqueur des 2e (contre-la-montre), 10e, 11e et 16e étapes (contre-la-montre)
- 1929 : 11e du classement général et vainqueur des 2e, 11e, 17e, 18e  et 21° étapes,  maillot jaune pendant 1 jour
- 1930 :  vainqueur du classement général et des 5e et 16e étapes,  maillot jaune pendant 13 jours
- 1931 : 10e du classement général et vainqueur de la 20e étape
- 1932 :  vainqueur du classement général et des 3e, 11e, 13e, 15e, 20e et 21e étapes,  maillot jaune pendant 19 jours
- 1933 : 31e du classement général et vainqueur des 13e et 14e étapes
- 1935 : 17e du classement général et vainqueur de la 18eb étape (contre-la-montre)
- 1938 : 30e du classement général et vainqueur de la 21e étape,  maillot jaune pendant 2 jours (dont une demi-étape)

#### Résultats sur le Tour d'Italie
- 1935 : abandon